# Lachdenpochja
Lachdenpochja (Russisch: Лахденпохья, Fins: Lahdenpohja) is een stad in de Russische autonome republiek Karelië. De stad ligt 330 km ten westen van Petrozavodsk, aan de rivier de Aoeri-Joki. Lachdenpochja heeft een station aan de Karelische spoorlijn (tussen Vyborg en Joensuu).
Het gebied rond Lachdenpochja heeft achtereenvolgens aan de Scandinaviërs, Republiek Novgorod, het Grootvorstendom Moskou, het Koninkrijk Zweden (1617-1721), het Russische Rijk (tussen 1809 en 1917 als onderdeel van het Grootvorstendom Finland) en Finland behoord, alvorens het in 1944 definitief onderdeel werd van Rusland. Een van de namen voor het gebied was Lachdenjepochja. De huidige plaats ontstond in 1924 als marktvlek door de samenvoeging van de dorpen Lachdenjepochja en Sieklachti. Deze dorpen behoorden daarvoor tot de toen Finse gemeente Jakkima (Fins: Jaakkima).
Lachdenjepochja ontstond in 1882 als nederzetting aan het einde van de Sieklahti (lahti=bocht) en betekent in het Fins iets als 'einde van de bocht'. In 1893 werd het aangesloten op het spoor. Toen Finland onafhankelijk werd werd het dorp in 1918 tot onderdeel van de provincie Viipuri gemaakt. Het dorpje Sieklachti was reeds bekend vanaf 1600.
In 1940 werd het dorp veroverd door de Russen tijdens de Winteroorlog, waarna de plaats werd bevolkt met migranten uit alle delen van de Sovjet-Unie. Nadat Operatie Barbarossa in juni 1941 was losgebroken, braken ook gevechten uit in Karelië. In september 1941 ontmantelden de Russen de aanwezige multiplexfabriek en evacueerden deze naar Tavda om deze uit de handen van de Finnen (en Duitsers) te houden, die in dezelfde maand de plaats veroverden. In 1944 werd de plaats echter weer heroverd door het Rode Leger. Een jaar later kreeg Lachdenpochja de status van stad. Eerst werd de stad onder jurisdictie van de Finno-Karelische ASSR geplaatst, maar vanaf 1956 vormde ze onderdeel van de Karelische ASSR, die in 1991 overging in de deelrepubliek Karelië.
Bestuurlijk centrum: Petrozavodsk

Belomorsk · Kem · Kondopoga · Kostomoeksja · Lachdenpochja · Medvezjegorsk · Olonets · Pitkjaranta · Poedozj · Segezja · Soeojarvi · Sortavala